# Bródki (Lublin)
Pour les articles homonymes, voir Bródki.
Bródki (prononciation [ˈbrutki]) est un village de la gmina d'Adamów, du powiat de Zamość, dans la voïvodie de Lublin, situé dans l'est de la Pologne.
Il se situe à environ 4 kilomètres au sud-est de Adamów (siège de la gmina), 17 kilomètres au sud de Zamość (siège du powiat) et 87 kilomètres au sud-est de Lublin (capitale de la voïvodie).

## Administration
De 1975 à 1998, le village est attaché administrativement à l'ancienne voïvodie de Zamość.

Depuis 1999, il fait partie de la nouvelle voïvodie de Lublin.